# 窄門
《窄門》（法語：La Porte Étroite，1909年）是法國作家安德烈·紀德的一部著作。

## 书名
書名《窄門》取自於《馬太福音》第七章第十三、十四節：
|  | 你們要進窄門．因爲引到滅亡、那門是寬的、路是大的、進去的人也多。引到永生、那門是窄的、路是小的、找着的人也少。 |

## 内容
故事设定在法国北部海岸的一个城镇。10-11岁的杰罗姆和表姐阿丽莎对彼此永恒的感情作出一个隐含的承诺。然而，由于她母亲的不忠和强烈的宗教情结的影响，阿丽莎逐渐发展到拒绝人类之爱的地步。然而，和杰罗姆讨论知识时，她很快乐，并让他持续着对她的感情。杰罗姆从而未能认识到阿丽莎的妹妹朱丽叶对他真正的爱情，而朱丽叶最终和别人结下了不太圆满的婚姻。杰罗姆认为，他对阿丽莎有一个婚姻的承诺，但她受到宗教的更大影响，拒绝了杰罗姆并拒绝见他。最终，她离家出走，因一种无名的疾病而死，而这死亡几乎是自己强加的。

## 自我评价
纪德在完成《窄門》之後的幾天，在他的日記中曾寫到說，他刮掉了他所有鬍子，彷彿卸除了所有責任的重量，渴望著一種全新的生活。在《窄門》完成的同時，纪德曾說過，希望人們可以從美學的觀點去評斷他的書。對作品要求極端嚴厲的纪德，儘管宣稱他已經將所有他最好的部分放到書中，他卻還是發現到《窄門》裡頭某些部份的不完美。他認為自己在這本書中對話的描寫方面，阿麗莎的書信以及日記是他認為比較成功的部份。

## 創作背景
《窄门》的写作时间为20世纪初，正值纪德的创作成熟期。小说大量汲取作者个人经历，特别是与表姐、后来的妻子以瑪紐愛爾之间复杂的感情关系。由於《窄門》裡頭所描寫某些部分相當接近於他和他的表姐，也就是他的妻子以瑪紐愛爾之間的相處，某些人認為正是紀德對以瑪紐愛爾的感情誕生了《窄門》這本書。而纪德本人也曾在日记中坦言，小说的情感基调部分取材于他现实生活中的伦理挣扎与宗教冲突。

## 文体与结构
《窄门》采用第一人称倒叙手法，通过杰罗姆的回忆与阿丽莎的书信交织而成。信件与日记部分文字情感细腻、富有节制，被认为是纪德最具诗意的文体尝试之一。整部小说语言克制，充满象征意味，是纪德对“内在戏剧”的一次重要文学实验。

## 影响
日本輕小說作家野村美月將《窄門》詳細描寫在《文學少女》第七集和第八集《邁向神境的作家》。
小说最早于1909年由法国出版社出版，后被翻译成多种语言。尽管有评论指出其结构松散、情节单薄，但评论界普遍肯定其文学价值，尤其是对精神与伦理冲突的深入剖析。《窄门》至今仍是法语文学中探讨“纯爱”与“宗教牺牲”主题的重要作品之一。